# Cheikh Seck (handball)
Pour les articles homonymes, voir Seck.
Cet article concerne handballeur. Pour footballeur, voir Cheikh Seck.
Cheikh Seck, né le 18 août 1961, est un joueur international et entraîneur sénégalais de handball.

## Biographie
Cheikh Seck commence le handball en minimes à l'ASC Jaraaf de Dakar. Il évolue aux côtés de ses frères, Abdul Aziz (demi-centre) et Douta (ailier droit), aussi bien au Jaaraf qu'en équipe nationale du Sénégal. Il totalise une cinquantaine de sélections entre 1980 et 1990, et participe à quatre championnats d'Afrique des nations.
En 1986, il arrive en France dans le Nord pour entrer en fac de biologie et joue alors au HBC Anzin qui évolue en Nationale 1B (D2). Pour la première fois, les deux frères évoluent alors dans deux clubs différents mais en 1989, Douta retrouve à l'ASL Robertsau Cheikh arrivé un an plus tôt. Puis tous deux rejoignent le RC Strasbourg en 1991. Cheikh Seck est alors le huitième buteur du Championnat de France en 1992-1993 puis en 1994-1995. Et après la disparition du club strasbourgeois en 1995, c'est l'ES Besançon masculine qui accueille les deux frères.
Il obtient ensuite son diplôme d’entraîneur et en 1999, il passe du statut de joueur à celui d'entraîneur de l'ES Besançon masculine. En 2003, il prend la tête de l'équipe féminine du CS Vesoul. En 2006-2007, avec le club de Vesoul, il décroche l'accession en première division nationale. 
Parallèlement a sa carrière d'entraîneur en club, il a également été sélectionneur de l'équipe nationale féminine du Sénégal de 2011 à janvier 2016. Il a notamment conduit la sélection à une médaille de bronze aux Jeux africains de 2015.
En 2015, il quitte Vesoul pour entraîner l'équipe masculine de la Palente Besançon Handball. En 2025, après avoir notamment fait monter trois fois l’équipe première en D2, il n'est pas reconduit par les dirigeant du club de Palente